# Рейснер, Игорь Михайлович
И́горь Миха́йлович Ре́йснер (27 декабря 1898 [8 января 1899], Томск — 7 февраля 1958, Москва) — советский историк-востоковед, дипломат, специалист по Индии и Афганистану, доктор исторических наук (1953). Брат Ларисы Рейснер.

## Биография

Родители и сестра Лариса

Родился в семье юриста, профессора права Михаила Андреевича Рейснера.
В 1916 году окончил гимназию имени Петра Великого в Петрограде.
В 1917 году был секретарём Д. З. Мануильского в Петроградской думе.
После октябрьской революции 1917 года работал в Народном комиссариате юстиции и Социалистической академии.
В 1919—1921 годах — 1-й секретарь посольства РСФСР в Афганистане. В 1924 году. будучи учеником А. Е. Снесарева окончил восточное отделение Военной академии РККА. В 1919—23 годах работал в Народном комиссариате по иностранным делам РСФСР. В 1923—1926 годах работал в Народном комиссариате иностранных дел СССР.
Одновременно в 1923—1925 годах работал в Разведывательном управлении Штаба РККА в скандинавских странах и Германии.
В 1925—1935 годах работал в Международном аграрном институте ИККИ и одновременно преподавал на Восточном факультете и в Московском институте востоковедения.
В 1935 году стал профессором МГУ, а в 1938 году получил звание научного сотрудника АН СССР.
Во время Великой Отечественной войны как сотрудник МГУ находился в эвакуации в Ашхабаде и Свердловске.
В 1944 году стал членом КПСС.
В 1957 году стал заведующим сектором истории Индии в отделе Индии Института востоковедения АН СССР.
Похоронен на Новодевичьем кладбище.

## Семья
Первая жена — англичанка Вайолет Ленсбери, сотрудник Коминтерна.
Вторая жена — М. С. Певзнер, врач, доктор педагогических наук по специальной психологии.
Дети (от брака с В. Ленсбери) — Лев и Георгий Рейснеры.

## Научные работы
Книги
- Афганистан: с картами и схемами. — М.: Изд-во Коммунистической академии, 1929.
- Очерки классовой борьбы в Индии. М.: Международный аграрный институт. 1932. — 236 с.
- Учебное пособие «Лекции по новой истории колониальных и зависимых стран» (1936)
- «Новая история колониальных и зависимых стран». Учебник. Т. 1, М.: Соцэкгиз, 1940. — 784 с. (в соавт.)[6]
- Развитие феодализма и образование государства у афганцев. — М., 1954. — 416 с.
- «Наш сосед Афганистан» (в соавт., 1956)
- Народные движения в Индии в XVII—XVIII в. — М., 1961. — 307 с.

Статьи
- Дьяков А. М., Рейснер И. М. Роль Ганди в национально-освободительной борьбе народов Индии. // Советское востоковедение, 1956, № 5. С.76-82.